# Wieleń (Wolsztyn)
Pour les articles homonymes, voir Wieleń (homonymie).
Wieleń (prononciation : [ˈvjɛlɛɲ]) est un village polonais de la gmina de Przemęt dans le powiat de Wolsztyn de la voïvodie de Grande-Pologne dans le centre-ouest de la Pologne.
Il se situe à environ 12 kilomètres au sud-ouest de Przemęt (siège de la gmina), à 20 kilomètres au sud de Wolsztyn (siège de la gmina et du powiat) et à 71 kilomètres au sud-ouest de Poznań (capitale régionale).

## Histoire
De 1975 à 1998, le village faisait partie du territoire de la voïvodie de Leszno.

Depuis 1999, Wieleń est situé dans la voïvodie de Grande-Pologne.
Le village possède une population de 200 habitants.